# 近江毛野
近江 毛野（おうみ の けな）は、古墳時代の豪族・将軍。姓は臣。日本書紀では「近江毛野臣」の名で記される。

## 出自
近江氏（淡海氏、姓は臣）は近江国の豪族で、武内宿禰の後裔で波多氏の支族である。

## 経歴
継体天皇21年（527年）、新羅によって奪われた南加羅・喙己呑といった諸国を奪還すべく任那への赴任を命じられる。しかし、その途中に筑紫国造の磐井が新羅と組んで毛野の進軍を妨害しようとしたため、渡海できなかった。このとき、磐井は毛野に対して「昔は吾が伴として、肩摩り肘触りつつ、共器にして同食ひき」（かつて同じ飯を食った仲間がなぜ命令するか）と詰問したという。
結局、物部麁鹿火によって磐井の乱が平定された後、翌々年の継体天皇23年（529年）に毛野はようやく任那の安羅に赴任し、新羅との間で領土交渉を行った。しかし、毛野は驕慢な振る舞いが多く新羅・百済両国王を召し出そうとしたが、両者が応じず失敗。逆に両国から攻撃される始末であった。その打開策として、洛東江の河口岸の金官（そなら）・背伐（へほつ）・安多（あた）・委陀（わだ）、もしくは多多羅（たたら）・須那羅（すなら）・和多（わた）・費智（ほち）の4村を掠め取ったという。さらに、日本人と任那人との子供の認知訴訟で、誓湯（うけいゆ)を行い、多くの人の手をただれさせて死に追いやったり、吉備韓子那多利（きび の からこ なたり）・斯布利（しふり）を殺したりと、常に人民を悩まし、和解することがなかったという。事態を重く見た朝廷から帰還の命令が出されたが毛野は無視した。継体天皇24年（530年）、再び召還されて応じるも、その帰途対馬国で病死した。そして故郷の近江に葬られたという

## 考証
『日本書紀』継体紀23年（529年）条、同24年（530年）条は、年月日によって区分された8項目の記事からなり、その倭側の主人公は近江毛野であり、朝鮮側の主人公は任那王の己能末多干岐と加羅の阿利斯等である。しかし、己能末多干岐は実際は加羅王の異脳王であり、加羅の阿利斯等は己能末多干岐とは同項目の記事に登場することがなく、阿利斯等記事には、名は不明であるが加羅王が別に登場するので、己能末多干岐記事と阿利斯等関係記事は原本を異にすると考えられる。近江毛野関係の記事が己能末多干岐関係の記事と阿利斯等の記事とに区別され、しかも己能末多干岐の記事に阿利斯等関係の記事が「一本」別伝として付注されていることから、毛野臣関係の記事には（仮に）Ａ本（近江氏本か）とＢ本（調吉士本か）の2本の原本が存在し、Ａ本関連記事での分注「一本」とはＢ本であり、Ｂ本関連記事での分注「一本」とはＡ本であると考えられる。つまり、近江毛野関係の記事は、Ａ本とＢ本を組み合わせて構成されたものであると言える。